# Raúl Marcos
Raúl Marcos Durán (Madrid, 28 de junio de 1992), es un jugador profesional de pádel internacional, que ocupa actualmente el número 46 del ranking WorldPadelTour, contando con 1342 puntos.
Actualmente ocupa la posición del "drive" en la pista, y cuenta como pareja con Iván Ramírez del Campo, número 51 del ranking World Padel Tour, más conocido como "Ivanxo".
El golpe más destacado y efectivo de Raúl es la volea en la red, la cual le da muchos resultados.

## Carrera deportiva
En la carrera deportiva de Raúl Marcos Durán en el World Padel Tour tras 349 partidos disputados cuenta con 167 victorias, con un 48% de efectividad. Llegando a conseguir 5 victorias consecutivas.
En la temporada 2022 ha logrado llegar hasta dieciseisavos en 11 ocasiones, hasta los octavos en 4 ocasiones y por último, hasta octavos en una ocasión, en el Tau Cerámica Mallorca Challenger 2022 junto a Javier García Mora, número 43 del ranking World Padel Tour.
En el 2013, Raúl Marcos Durán se convirtió en campeón de España sub.23 junto a Ernesto Moreno Carrasco al vencer a Alvaro Cepero Rodríguez-Iñigo López de Aberasturi por 6/4 6/3.